# Bougainvillia reticulata
Bougainvillia reticulata is een hydroïdpoliep uit de familie Bougainvilliidae. De poliep komt uit het geslacht Bougainvillia. Bougainvillia reticulata werd in 2006 voor het eerst wetenschappelijk beschreven door Xu & Huang. 